# Figma
Figma — векторний онлайн-сервіс розробки інтерфейсів та прототипування з можливістю організації спільної роботи, що розробляється однойменною компанією. Працює у двох форматах: у браузері та як клієнтський застосунок на десктопі користувача. Зберігає онлайн-версії файлів, з якими працював користувач.

## Історія
2012 року сервіс почали розробляти Ділан Філд та Еван Воллес під час навчання в Університеті Брауна. Воллес вивчав графіку та був технічним спеціалістом на кафедрі CS, тоді як Філд очолював групу студентів кафедри CS.
Мета, яку ставили перед Figma, полягала в тому, щоб дозволити будь-кому безкоштовно створювати прості, креативні роботи просто в браузері. Автори експериментували з ідеями, включаючи ПЗ для дронів і генератор мемів, перш ніж обрати ПЗ графічного редактора в Інтернеті. 2012 року The Brown Daily Herald назвала компанію «технологічним стартапом, що дозволить творчо висловлюватися в Інтернеті». У статті йшлося, що перші ідеї компанії стосувалися 3D-контенту, а наступні були зосереджені на редагуванні фотографій та сегментації об'єктів.
2012 року Філда був визнано стипендіатом Тіля, він отримав $100 тис. у обмін на відпустку в коледжі. Уоллес приєднався до Філда в Каліфорнії після того, як отримав ступінь з інформатики, і вони почали працювати в компанії повний робочий день.
Figma спершу діяла безкоштовно й лише за запрошеннями із 3 грудня 2015 року. Перший публічний випуск відбувся 27 вересня 2016 року.
22 жовтня 2019 року Figma запустила спільноту, що дозволило дизайнерам публікувати свої роботи для перегляду та використання іншими.
21 квітня 2021 року Figma запустила функцію цифрової дошки під назвою FigJam, яка дозволяє користувачам співпрацювати з наклейками, емодзі та інструментами для малювання.
Figma стала популярною хмарною платформою для розробки інтерфейсів та прототипування, особливо в контексті віддаленої роботи, яка стала особливо актуальною під час пандемії 2019. Компанії, такі як Airbnb, Google, Netflix та Twitter, використовують Figma в якості свого інструменту для дизайну. За останні роки Figma стала сильним конкурентом для Adobe XD, іншої популярної послуги для UI/UX дизайну.

## Опис
Сервіс є безкоштовним для індивідуальних користувачів і платним для фахових команд. Даний редактор підходить як для створення простих прототипів і дизайн-систем, так і складних проєктів (мобільні додатки, портали).
Модель розвитку Figma, спростила співробітництво в усьому процесі створення цифрових продуктів для дизайнерів, розробників, менеджерів і маркетологів дозволила на початку 2018 року залучити додаткові 25 мільйонів доларів інвестицій від партнерів.
2019 року автори редактора залучили $40 млн інвестицій від венчурного фонду Sequoia Capital при оцінці компанії в $400 млн. Рішення про інвестиції було прийнято на основі факту, що близько половини портфельних компаній фонду використовують редактор в роботі. До початку 2019 року Figma вийшла на 1 мільйон зареєстрованих користувачів, ставши серйозним конкурентом для традиційних графічних редакторів і засобів прототипування.
Може імпортувати різні формати файлів залежно від підходу:
- Оглядач файлів (File Browser):
  - файли Figma (.fig)
  - файли Sketch (.sketch)
  - PNG, JPG або GIF
- Редактор файлів (Editor):
  - файли SVG
  - файли зображень (PNG, JPG або GIF)

Підтримується також імпорт файлів TIFF та WEBP.

### Шрифти
Figma має вбудовану бібліотеку шрифтів від Google, доступною всім користувачам. Крім того, Figma Desktop дозволяє завантажувати власні шрифти з комп'ютера. Для роботи з локально встановленими шрифтами було створено службу Figma Font Service. При роботі в Figma Desktop, всі локальні шрифти користувача також буде встановлено в Figma із вказаних директорій.

## Фінансування
У червні 2013 року Figma залучила $3,8 млн фінансування, у грудні 2015 року компанія залучила $14 млн на фінансування Серії А. У лютому 2018 року Figma зібрала $25 млн у раунді серії B. У лютому 2019 року — $40 млн серії C, у квітні 2020 року — $50 млн серії D.
На квітень 2020 року Figma оцінювалася $2 млрд і в $10 млрд в травні 2021 року.

## Аналоги
- Sketch
- Pixso
- Adobe XD
- Mockplus
- InVision Studio

## Особливості
- Неможливо працювати без Інтернет-з'єднання
- Не завжди коректно імпортує файли Sketch
- Не підтримує кольоровий простір A3, що є ширшим діапазоном охвату за підтримуваний — sRGB.

## Розслідування
В червні 2023 року, Антимонопольні органи Європи планують розпочати офіційне розслідування угоди між програмним гігантом Adobe і хмарною дизайнерською платформою Figma. Це розслідування може тривати кілька місяців і може призвести до скасування угоди на $20 млрд. Цей хід з боку ЄС свідчить про зростаюче занепокоєння регуляторів щодо можливого придушення конкуренції великими технологічними компаніями, які здійснюють поглинання менш інноваційних конкурентів. У своїй заяві, надісланій Reuters, Adobe зазначила, що перебуває на початковому етапі регулювання і проводить конструктивні обговорення з регуляторами у Великій Британії, ЄС та США, тоді як Figma очікує продовження переговорів. Раніше британський регулятор з конкуренції оголосив про розгляд угоди між Adobe та Figma, а Міністерство юстиції США вже готує антимонопольний позов з метою його блокування.